# ديفيد كامبل (سياسي أمريكي، مواليد 1779)
ديفيد كامبل (بالإنجليزية: David Campbell)‏ هو سياسي أمريكي، ولد في 2 أغسطس 1779 في فرجينيا في الولايات المتحدة، وتوفي في 19 مارس 1859 في أبينغدون في الولايات المتحدة. نشط حزبياً في الحزب الديمقراطي. وقد انتخب حاكم فرجينيا ‏ (31 مارس 1837 – 31 مارس 1840) وانتخب عضو مجلس ولاية فرجينيا.